# Verpete
Verpete este o localitate din comuna Vojnik, Slovenia, cu o populație de 130 de locuitori.